# Griston
Griston is een civil parish in het bestuurlijke gebied Breckland, in het Engelse graafschap Norfolk met 1540 inwoners.